# Putukwam jezik
Putukwam jezik (ISO 639-3: afe; mbe afal, mbube eastern, utugwang; novi naziv utugwang-irungene-afrike), jedan od devet bendi jezika, šire skupine cross river jezika, koji se govori na području nigerijske države Cross River.
12 000 govornika (1973 SIL), od kojih 3 500 govori dijalektom afrike (aferike). Ostali dijalekti su: utugwang (utukwang, otukwang), okorogung, okorotung, obe (mbe east) i oboso.

## Vanjske poveznice
- Ethnologue (14th)
- Ethnologue (15th)